# Anton Philipp Brück
Anton Philipp Brück (* 16. April 1913 in Bingen am Rhein; † 15. Dezember 1984) war ein deutscher Priester und Kirchenhistoriker.

## Leben
Nach seiner Schulzeit in Bingen und dem Theologiestudium am Mainzer Priesterseminar empfing Anton Brück am 6. Januar 1937 in Mainz die Priesterweihe. Danach arbeitete er in der kirchlichen Seelsorge. Nach einiger Zeit wurde er zum Studium freigestellt. Zuerst ging er als Student an die Johann Wolfgang Goethe-Universität Frankfurt am Main. Hier schloss er sein Geschichtsstudium mit einer Promotion ab. Sein Doktorvater war Paul Kirn und sein Promotionsthema der Mainzer Erzbischof und Kurfürst Johann von Nassau-Wiesbaden-Idstein. Während seines Studiums wurde er vom Mainzer Bischof Albert Stohr unterstützt. Im November 1944 wurde er Wissenschaftlicher Direktor der Bibliothek des Priesterseminars, der heutigen Martinus-Bibliothek, und Leiter des Dom- und Diözesanarchivs. In der Nachkriegszeit wurde er in Kirchengeschichte bei Ludwig Lenhart an der neugegründeten Johannes Gutenberg-Universität Mainz promoviert. Promotionsthema war das Erzstift Mainz und das Tridentinum. Brück war damit im Jahr 1947 der erste Promovend der katholisch-theologischen Fakultät der Johannes Gutenberg-Universität Mainz.
Anton Ph. Brück gehörte 1947 zu den Mitbegründern der Gesellschaft für mittelrheinische Kirchengeschichte. 1951 wurde er schließlich mit einer Habilitationsschrift über die theologische Fakultät der alten Mainzer Universität im 18. Jahrhundert habilitiert. Anschließend lehrte er als Privatdozent an der katholisch-theologischen Fakultät der Johannes Gutenberg-Universität. 1955 erhielt er dort schließlich einen Lehrstuhl als ordentlicher Professor für Kirchengeschichte. Brück befasste sich nun sowohl mit mittlerer als auch mit neuerer Kirchengeschichte. Weitere Forschungsgebiete waren die Hochschul- und Geistesgeschichte, die rheinhessische und Mainzer Geschichte und die Frömmigkeitsgeschichte. Darüber hinaus wurde er auch als Herausgeber tätig. So hat er etwa zur 1000-Jahr-Feier des Mainzer Doms 1975 und zum Jubiläum von Hildegard von Bingen 1979 bedeutende Festschriften ediert, die heute als Standardwerke deutscher Kultur-, Kirchen- und Geistesgeschichte gelten. 1978 wurde er im Alter von 65 Jahren emeritiert. Zu Ehren und als Anerkennung für Anton Philipp Brücks Arbeit wurde ihm die Ehrenbürgerschaft der Stadt Bingen am Rhein verliehen.
Anton Philipp Brück war ein Cousin von Stefan George und ein Verwandter des Mainzer Kirchenhistorikers und Bischofs Heinrich Brück.
Zu seinen Schülern zählen Friedhelm Jürgensmeier, Rolf Decot und Helmut Hinkel, der Direktor der Mainzer Martinus-Bibliothek.
Der Philosophiehistoriker Kurt Flasch bezeichnet Brück als seinen „Ziehvater“. Er sagte über den Prälaten: „Ein wunderbarer Mann aus Bingen am Rhein, der mir das Weintrinken beigebracht hat.“

## Veröffentlichungen (Auswahl)
- Die Mainzer Theologische Fakultät im 18. Jahrhundert (= Beiträge zur Geschichte der Universität Mainz. Band 2). 1955.
- Ein Urteil Franz Brentanos über den jungen Schell. In: Würzburger Diözesangeschichtsblätter. Band 16/17, 1954/1955, S. 399 f.
- 600 Jahre Stadt Gau-Algesheim: 1355–1955 – Aus Kultur u. Geschichte d. Stadt. 1955.
- Friedrich Schneider (1836-1907). Ein Beitrag zur deutschen Geistesgeschichte des 19. Jahrhunderts. In: Archiv für mittelrheinische Kirchengeschichte. 9, 1957, S. 166–194.
- Kurmainzer Schulgeschichte: Texte, Berichte, Memoranden. 1960.
- Mainz vom Verlust der Stadtfreiheit bis zum Ende des Dreissigjährigen Krieges (1462–1648). 1972.
- Beiträge zur Mainzer Kirchengeschichte in der Neuzeit. 1973.
- Willigis und sein Dom. Festschrift zur Jahrtausendfeier des Mainzer Domes 975-1975 (= Quellen und Abhandlungen zur mittelrheinischen Kirchengeschichte. Band 24). 1975.
- Philipp Kneib (1870–1915) – der Nachfolger Herman Schells in Würzburg. In: Würzburger Diözesangeschichtsblätter. Band 37/38, 1975 (Kirche und Theologie in Franken, Festschrift für Theodor Kramer.) S. 127–140.
- als Hrsg.: Hildegard von Bingen 1179–1979. Festschrift zum 800. Todestag der Heiligen. Gesellschaft für mittelrheinische Kirchengeschichte, Mainz 1979 (= Quellen und Abhandlungen zur mittelrheinischen Kirchengeschichte. Band 33).
- Serta Moguntina: Beiträge zur mittelrheinischen Kirchengeschichte. postum 1989.